# Wighnomy Brothers
Wighnomy Brothers est un duo de musique électronique allemand composé de Gabor Schablitzki (plus connu sous le pseudonyme Robag Wruhme) et Sören Bodner, actif de 1991 à 2009.

## Historique
Schablitzki et Bodner, tous deux originaires d'Iéna, commencent leur collaboration en tant que disc jockeys vers 1991 mais ne commencent à composer et réaliser leurs morceaux qu'en 1996.